# Bonnebosq
Bonnebosq és un municipi francès situat al departament de Calvados i a la regió de Normandia. L'any 2007 tenia 702 habitants.

## Demografia

### Població
El 2007 la població de fet de Bonnebosq era de 702 persones. Hi havia 286 famílies de les quals 84 eren unipersonals (48 homes vivint sols i 36 dones vivint soles), 83 parelles sense fills, 95 parelles amb fills i 24 famílies monoparentals amb fills.
La població ha evolucionat segons el següent gràfic:
Habitants censats

### Habitatges
El 2007 hi havia 399 habitatges, 301 eren l'habitatge principal de la família, 65 eren segones residències i 33 estaven desocupats. 379 eren cases i 18 eren apartaments. Dels 301 habitatges principals, 189 estaven ocupats pels seus propietaris, 97 estaven llogats i ocupats pels llogaters i 15 estaven cedits a títol gratuït; 1 tenia una cambra, 18 en tenien dues, 54 en tenien tres, 91 en tenien quatre i 138 en tenien cinc o més. 206 habitatges disposaven pel capbaix d'una plaça de pàrquing. A 153 habitatges hi havia un automòbil i a 116 n'hi havia dos o més.

### Piràmide de població
La piràmide de població per edats i sexe el 2009 era:
| Homes | Edats   | Dones |
| ----- | ------- | ----- |
| 0     | 95 o +  | 0     |
| 0     | 90 a 94 | 0     |
| 8     | 85 a 89 | 0     |
| 16    | 80 a 84 | 4     |
| 8     | 75 a 79 | 20    |
| 36    | 70 a 74 | 28    |
| 24    | 65 a 69 | 20    |
| 16    | 60 a 64 | 24    |
| 16    | 55 a 59 | 12    |
| 20    | 50 a 54 | 24    |
| 20    | 45 a 49 | 16    |
| 16    | 40 a 44 | 20    |
| 24    | 35 a 39 | 20    |
| 20    | 30 a 34 | 24    |
| 20    | 25 a 29 | 24    |
| 24    | 20 a 24 | 12    |
| 8     | 15 a 19 | 4     |
| 16    | 10 a 14 | 8     |
| 24    | 5 a 9   | 20    |
| 28    | 0 a 4   | 24    |

## Economia
El 2007 la població en edat de treballar era de 406 persones, 307 eren actives i 99 eren inactives. De les 307 persones actives 278 estaven ocupades (154 homes i 124 dones) i 29 estaven aturades (11 homes i 18 dones). De les 99 persones inactives 42 estaven jubilades, 21 estaven estudiant i 36 estaven classificades com a «altres inactius».

### Ingressos
El 2009 a Bonnebosq hi havia 311 unitats fiscals que integraven 730 persones, la mediana anual d'ingressos fiscals per persona era de 15.449 €.

### Activitats econòmiques
Dels 35 establiments que hi havia el 2007, 1 era d'una empresa extractiva, 1 d'una empresa alimentària, 2 d'empreses de fabricació d'altres productes industrials, 11 d'empreses de construcció, 8 d'empreses de comerç i reparació d'automòbils, 2 d'empreses de transport, 3 d'empreses d'hostatgeria i restauració, 1 d'una empresa financera, 1 d'una empresa immobiliària, 2 d'empreses de serveis, 2 d'entitats de l'administració pública i 1 d'una empresa classificada com a «altres activitats de serveis».
Dels 13 establiments de servei als particulars que hi havia el 2009, 1 era una oficina de correu, 1 una oficina bancària, 1 taller de reparació d'automòbils i de material agrícola, 3 paletes, 2 fusteries, 1 electricista, 1 empresa de construcció, 2 restaurants i 1 agència immobiliària.
Dels 5 establiments comercials que hi havia el 2009, 1 era una botiga de més de 120 m², 1 una botiga de menys de 120 m², 1 una fleca, 1 una peixateria i 1 una sabateria.
L'any 2000 a Bonnebosq hi havia 20 explotacions agrícoles que ocupaven un total de 1.020 hectàrees.

## Equipaments sanitaris i escolars
L'únic equipament sanitari que hi havia el 2009 era una farmàcia.
El 2009 hi havia una escola elemental.

## Poblacions més properes
El següent diagrama mostra les poblacions més properes.